# Tiszakirva
Tiszakirva (ukránul: Крива község Ukrajnában, Kárpátalján, a Huszti járásban.

## Fekvése
Az Avas-hegység északi részén, Tisza bal partján, Huszttól délnyugatra, Rákospatak és Sósfalu közt fekvő település.

## Története
A településen és környékén 1865-ben feljegyzett ismertebb helynevek: Borkut füzes, Czerkuni füzes, Füzes, Kimás patak, Lunka patak, Lunka, Niemecze, Novodericza, Sárhegy, Tisza folyam, Tisza folyamág, Záhoroda.
Csarda, Csonka sziget, Hluboki Járok, Kerte, Kimás potok, Krivszky verch, Lunka potok ~ Lunka Bach, Lunka, Niemecze, Novatericza, Sahoroda, Sárhegy, Sc. Nicolai (templom). 1909-ben feljegyzett helynevek: Csárda, Csonkás, Csucskó, Fűzes, Kecskeszállás, Kimás patak, Kis-Tisza, Legelő, Lunka patak, Lunka, Novodericza, Szár-hegy, Szikla (Kaminecz), Templom füzes, Tisza folyó, Tiszaág, Vízköz.
A trianoni békeszerződés előtt Ugocsa vármegye Tiszántúli járásához tartozott. 1910-ben 576 lakosából 10 magyar, 32 német, 534 ruszin volt. Ebből 543 görögkatolikus, 32 izraelita volt.